# Martin Baehr
Pour les articles homonymes, voir Baehr.
Martin Baehr (né en 1943) est un entomologiste et arachnologiste allemand, chercheur associé au Zoologische Staatssammlung München.
En parallèle de ses travaux, il a publié plusieurs livres de vulgarisation dans son domaine.
Il est le mari de Barbara Baehr, elle aussi archnologiste.